# Schøyen MS 2634/2
Die Handschrift Schøyen MS 2634/2 (auch Papyrus Schøyen 22, ehemals Papyrus Fackelmann 2) ist das Fragment eines Papyruskodex aus dem 4. Jahrhundert. Es enthält einen Ausschnitt aus dem Genesis-Kommentar von Origenes (zu 1. Mose 1,14) in griechischer Sprache. Das Fragment ist 9,5 × 5,1 cm groß.
Es wurde vom österreichischen Papyruskonservator Anton Fackelmann wahrscheinlich 1969 in Ägypten erworben. In seiner Privatsammlung (Sammlung Fackelmann) trug es das Siglum P. Fackelmann 2. Sein Sohn Anton Fackelmann jr. ließ es (wahrscheinlich 1998) versteigern. Die Schøyen Collection aus Oslo und London erwarb es, dort hat es jetzt die Inventarnummer MS 2634/2.

## Texteditionen
- Michael Gronewald: Origenes, Comm. in Gen. 1,14. In: Zeitschrift für Papyrologie und Epigraphik 67 (1987), S. 56–58 (pdf).
- Gianfranco Agosti: 22. Origenis, In Gen. 1.14 (MS 2634/2). In: Rosario Pintaudi (Hrsg.): Papyri Graecae Schøyen (PSchøyen I) (= Manuscripts in The Schøyen Collection V: Greek papyri I / Papyrologica Florentina Band 35). Edizioni Gonelli, Florenz 2005, ISBN 88-7468-026-0, S. 73–75, Tafel XV (online).